# III. třída okresu Nový Jičín
III. třída okresu Nový Jičín (též zvaná jako Okresní soutěž – okres Nový Jičín) je 9. nejvyšší fotbalovou soutěží v republice.

## Vítězové

### III. třída okresu Nový Jičín
| Ročník    | Vítězný tým             |
| --------- | ----------------------- |
| 2003/2004 | AFC Veřovice            |
| 2004/2005 | Jakubčovice Fotbal „B“  |
| 2005/2006 | TJ Slavia Stachovice    |
| 2006/2007 | TJ Niva Hladké Životice |
| 2007/2008 | Fotbal Fulnek „C“       |
| 2008/2009 | TJ Sokol Skotnice       |
| 2009/2010 | TJ Jistebník            |
| 2010/2011 | TJ Slavia Stachovice    |
| 2011/2012 | Fotbal Fulnek           |
| 2012/2013 | Soutěž se nehrála.      |
| 2013/2014 | Soutěž se nehrála.      |
| 2014/2015 | TJ Sokol Rybí           |
| 2015/2016 | TJ Slavia Stachovice    |
| 2016/2017 | FK Hodslavice           |
| 2017/2018 | TJ Sokol Sedlnice       |
| 2018/2019 |                         |